# Hamza Bakšić
Hamza Bakšić (Ljubinje, 1939. − Sarajevo, 29. rujna 2008.), bosanskohercegovački je novinar.

## Životopis
Hamza Bakšić rođen je 1939. godine u Ljubinju. Bio je dugogodišnji urednik i novinar Televizije Sarajevo, komentator i kolumnista Oslobođenja, urednik Radija Slobodna Europa u Sarajevu. Generacije novinara učile su novinarske vještine od Hamze Bakšića.
Bio je član udruge novinara od 1962. i dobitnik brojnih strukovnih priznanja, među kojima su i Zlatna značka RTV Sarajeva i Nagrada za životno djelo lista Oslobođenje.
Preminuo je u Sarajevu 29. rujna 2008. godine. Sahranjen je na sarajevskom groblju Lav. Godine 2022., Oslobođenje je ustanovilo nagradu nazvanu po Hamzi Bakšiću.

## Knjige
- Ja, novinar (Sarajevo, 1995.)
- Između mita, pamćenja i zaborava (Sarajevo, 1996.)
- Sarajeva više nema (Sarajevo, 1997.)
- Kraj stoljeća (Sarajevo, 1997.)

## Vanjske poveznice
- In memoriam: Hamza Bakšić